# Pegomya lyrura
Pegomya lyrura este o specie de muște din genul Pegomya, familia Anthomyiidae, descrisă de Fan în anul 1982. Conform Catalogue of Life specia Pegomya lyrura nu are subspecii cunoscute.